# エツヨン・ゲベル
エツヨン・ゲベルは旧約聖書に登場するパレスチナの町の名前である。「男の背骨」という意味で地形から出た呼び名であると推定される。21世紀現在、正確な場所は特定されていないが、アカバとエイラートの間にあったと考えられている。
1934年にドイツのフリッツ・フランクがアカバ近郊のテル・エル・ケレーフェの発掘を行い、同遺跡がエツヨン・ゲベルであると主張した。アメリカ合衆国のラビ・考古学者のネルソン・グリュックも発掘を行い、フランクの主張を支持した。しかし、テル・エル・ケレーフェは、その後の調査で紀元前8世紀から紀元前6世紀にかけて栄えたと判明し、旧約聖書の時代からは外れるとわかったため否定された。
エジプトのファラオ島がエツヨン・ゲベルではないかという説もある。
出エジプト後のイスラエル人がカナンに向かう途中で宿営した場所として、民数記に登場する。エラテの次に宿営した場所である考えられる。
エイラト湾（アカバ湾）に面した都市で、ソロモン時代には港町として栄えた。
エツヨン・ゲベルとエラテは、前1200年頃後期青銅器時代の終わり頃に、エドム人かミデヤン人によって開発された。
ヨシャパテ王時代に、オフィルに行こうとした船団が難破した。また、ウジヤ王の時に、エラテが再建されたが、ヨタムの子アハズの時代に、エドム人に奪い取られた。